# عبد اللطيف البغدادي

عبد اللطيف البغدادي

عبد اللطيف البغدادي (20 سبتمبر 1917 - 8 يناير 1999) عسكري وسياسي مصري، شغل منصب وزير الحربية في الفترة (1953 - 1954). من أعضاء تنظيم الضباط الأحرار ومجلس قيادة ثورة يوليو 1952.

## مولده ونشأته
ولد في بالمنصورة، مصر. لأسرة ثرية بقرية شاوة التابعة لمركز ومدينة المنصورة. كان والده عمدة هذه القرية. وله ولد واحد وثلاث بنات. حصـل على البكالوريا من مدرسة المنصورة الثانويـة 1937، ثم التحق بالكلية الحربية وتخرج فيها في 31 ديسمبر 1938 وكان الثاني على دفعته، ثم التحق بكلية الطيران وتخرج فيها عام 1939 وكان الأول.

## حياته العسكرية
كان البغدادي أول ضابط طيار مصري ألقى قنابل على تل أبيب. حصل على وسام النجمة العسكرية مرتين خلال حرب فلسطين، وهو قائد أول تنظيم سري في سلاح الطيران. في عام 1948 تم تعيينه قائداً لمحطة طيران غرب القاهرة.

## حياته السياسية
انضم البغدادي لتنظيم الضباط الأحرار عام 1950، وفي أعقاب ثورة 23 يوليو عين مراقباً عاماً لهيئة التحرير. في 18 يونيو 1953 عُيّن وزيراً للحربية في عهد الرئيس محمد نجيب، ثم عُيّن في 16 سبتمبر 1953 رئيساً لأول محكمة لثورة. في 17 إبريل 1954 عُيّن وزيراُ للشئون البلدية والقروية ورئيس لمجلس الخدمات العامة في وزارة الرئيس جمال عبد الناصر. في 29 يونيو 1956 عين وزيراً للشئون البلدية والقروية ووزيراً لإعادة تعمير بورسعيد بعد العدوان الثلاثي. في 22 يوليو 1957 انتخب أول رئيساً لأول مجلس نيابي بعد قيام الثورة. بعد قيام الوحدة مع سوريا حل مجلس الأمة وعُيّن نائبا لرئيس الجمهورية. في أغسطس 1958 عُيّن نائباً لرئيس الجمهورية لشئون الإنتاج. في 8 نوفمبر 1960 عُيّن رئيساً للجنة الوزارية للشئون الاقتصادية العليا. في 17 أكتوبر 1961 عُيّن نائباً لرئيس الجمهورية للإنتاج ووزيراً للخزانة والتخطيط. في 19 أكتوبر 1961 كلّف بإعادة تنظيم الجهاز الحكومي. في 24 أكتوبر 1962 عُيّن عضواً للجنة التنفيذية العليا للاتحاد الاشتراكي وظلّ بمجلس الرئاسة الذي شكّل في نوفمبر 1963. وفي مارس 1964 قدم استقالته واعتزل الحياة السياسية.

## مؤلفاته
مذكرات عبد اللطيف البغدادي 1977.

## وفاته
توفي في 8 يناير 1999، وتقدم جنازته الرئيس محمد حسني مبارك.